# Gary McSheffrey
Gary McSheffrey (Coventry, 13 agosto 1982) è un allenatore di calcio ed ex calciatore inglese, di ruolo attaccante.